# Eni Koçi
Eni Koçi, född 5 juli 1996 i Berat, är en albansk sångerska. Hon är yngre syster till sångerskan Greta Koçi.
Koçi började sjunga vid 7 års ålder. När hon var 10 år gammal slutade hon tvåa i Festivalin Kombëtar per Fëmije (barnmusikfestivalen) med låten "Dhoma me lodra". I november 2008 släppte hon sin första singel "Shpresë kërkon nga ti" med musikvideo. I maj 2009 höll hon sin första konsert i Greklands huvudstad Aten. I mars samma år hade hon släppt låten "Në bejmë dem". 
2010 deltog hon i Kënga Magjike 12 tillsammans med Capital T och med låten "Diva". De tog sig inte till finalen av tävlingen utan slutade på 25:e plats med 147 poäng. 
Sommaren 2013 släppte hon musikvideon till låten "Tek ty".